# Кишла (Теленештський район)
Кишла (рум. Cîșla) — село у Теленештському районі Молдови. Утворює окрему комуну.

## Населення
За даними перепису населення 2004 року у селі проживали 845 осіб.
Національний склад населення села:
| Національність   | Кількість осіб | Відсоток   |
| ---------------- | -------------- | ---------- |
| молдавани румуни | 841 3          | 99,5% 0,4% |
| українці         | 1              | 0,1%       |
| Всього           | 845            | 100%       |